# Lingua samoana
La lingua samoana o samoano è una lingua polinesiana parlata nelle Samoa e nelle Samoa Americane.

## Distribuzione geografica
Secondo l'edizione 2009 di Ethnologue, il samoano è parlato da quasi 200.000 persone alle Samoa e da 56.700 persone nelle Samoa Americane. La lingua è attestata anche alle Figi, in Nuova Zelanda, negli Stati Uniti d'America e a Tonga. Complessivamente, si stimano tra 370.000 e 510.000 locutori. Nel censimento del 2022, tuttavia, i locutori sono scesi a 430.000.

### Lingua ufficiale
Il samoano è lingua ufficiale delle Samoa.

## Classificazione
Il samoano è un membro della famiglia delle lingue austronesiane, e più specificamente della branca samoica del subphylum delle lingue polinesiane.
Secondo l'edizione 2009 di Ethnologue, la classificazione completa è la seguente:
- Lingue austronesiane
  - Lingue maleo-polinesiache
    - Lingue maleo-polinesiache centro-orientali
      - Lingue maleo-polinesiache orientali
        - Lingue oceaniche
          - Lingue oceaniche remote
            - Lingue oceaniche centrali ed orientali
              - Lingue del Pacifico centrale
                - Lingue figiane orientali-polinesiane
                  - Lingue polinesiane
                    - Lingue polinesiane nucleari
                      - Lingue samoiche
                        - Lingua samoana

## Grammatica
Come molte lingue austronesiane, il samoano ha parole separate per il noi inclusivo ed esclusivo, e distingue singolare, duale e plurale. La radice del pronome inclusivo può apparire nel singolare, nel caso in cui indichi coinvolgimento emotivo da parte di chi parla. Il samoano non indica il genere delle parole, se non con l'aggiunta, quando necessario per evitare la confusione, di un suffisso "uomo" o "donna" dopo il nome.
Pronomi personali
|                         | singolare | duale        | plurale     |
| ----------------------- | --------- | ------------ | ----------- |
| Prima persona esclusiva | a'u       | mā'ua, mā    | mātouaoha   |
| Prima persona inclusiva | tāgaga    | tā'ua, tā    | tātou       |
| Seconda persona         | 'oe, 'e   | 'ouluasabala | 'outou, tou |
| Terza persona           | ia / na   | lā'ua        | lātou       |

Nel linguaggio formale, si usano forme più complete delle radici: mā-, tā-, e lā- diventano ’imā-, ’itā-, and ’ilā-.
Parole d'uso comune
| Italiano               | Samoano                                   | Pronuncia (approssimativa. Da leggere con pronuncia inglese) |
| ---------------------- | ----------------------------------------- | ------------------------------------------------------------ |
| Sì                     | Ioe                                       | ioe                                                          |
| No                     | Leai                                      | le-ai                                                        |
| Per favore             | Faamolemole                               | faa-mole-mole                                                |
| Grazie                 | Faafetai patetai                          | faa-fe-tai                                                   |
| Tutto bene             | Ua lelei                                  | ua lelei                                                     |
| grande / piccolo       | lapoa / laititini                         | lapoa / lai-ti-ti-ni                                         |
| veloce / lento         | tope / gesega                             | to-pe / nge-se.ha                                            |
| presto / tardi         | vave / tuai                               | vave / tuai                                                  |
| poco costoso / costoso | taugofie / taugatalamba                   | ltau-ngo-fie / tau-nga-ta-la                                 |
| vicino / lontano       | latalata / mamao                          | la-ta-la-ta / ma-ma-oh                                       |
| caldo / freddo         | vevela / malulu                           | vevela / malulu                                              |
| pieno / vuoto          | tumu / gaogao                             | tu-mu / ngao-ngao                                            |
| facile / difficile     | faigofie / faigata                        | fai-ngo-fie / fai-nga-ta                                     |
| pesante / leggero      | mamafa / mama                             | mamafa / ma-ma                                               |
| aperto / chiuso        | tatala / tapuni                           | tatala / tapu-tatala / tapu-ni                               |
| giusto / sbagliato     | sa'o / sese                               | sa-o / se-se                                                 |
| vecchio / nuovo        | tuai / fou                                | tuai / fou                                                   |
| vecchio / giovane      | matua / laititi                           | ma-tuah / laititi                                            |
| bello / brutto         | matagofie / mataga                        | ma-ta-ngo-fie / matagah                                      |
| buono / cattivo        | lelei / leaga                             | lelei / le-a-ga                                              |
| meglio / peggio        | feololopatatolhoso / leaga tele mediagang | feo-lo-lo-pa-ta-ta-lo-so / le-a-ngah te-leh-nmedigan         |

## Sistema di scrittura
Per la scrittura viene utilizzato l'alfabeto latino, con l'aggiunta dell''okina (spesso scritta con un semplice apostrofo) per trascrivere l'occlusiva glottidale sorda (colpo di glottide) e con l'accento macron per le vocali lunghe. Il nome samoano dell'okina è koma liliu, virgola rovesciata (in disuso dal 1962 al 2012, ripristinata allora dal ministero dell'Istruzione).